# 安格尔贝格
安格尔贝格是奥地利蒂罗尔州库夫施泰因县的一个市镇。总面积19.53平方公里，总人口1785人，人口密度91.4人/平方公里（2013年）。